# Jornîska, Iavoriv
Jornîska (în ucraineană Жорниська) este un sat în comuna Domajîr din raionul Iavoriv, regiunea Liov, Ucraina.

## Demografie
Componența lingvistică a localității Jornîska
     Ucraineană (99,72%)
     Alte limbi (0,28%)
Conform recensământului din 2001, majoritatea populației localității Jornîska era vorbitoare de ucraineană (99,72%), existând în minoritate și vorbitori de alte limbi.